# Martin Sinković
Martin Sinković (Zagabria, 10 novembre 1989) è un canottiere croato, vincitore di tre medaglie d'oro olimpiche insieme al fratello Valent.

## Palmarès
- Olimpiadi

Londra 2012: argento nel 4 di coppia.
Rio de Janeiro 2016: oro nel 2 di coppia.
Tokyo 2020: oro nel 2 senza.
Parigi 2024: oro nel 2 senza.
- Mondiali

Karapiro 2010: oro nel 4 di coppia.
Bled 2011: bronzo nel 4 di coppia.
Chungju 2013: oro nel 4 di coppia.
Amsterdam 2014: oro nel 2 di coppia.
Aiguebelette 2015: oro nel 2 di coppia.
Sarasota 2017: argento nel 2 senza.
Plovdiv 2018: oro nel 2 senza.
Linz-Ottensheim 2019: oro nel 2 senza.
- Europei

Montemor-o-Velho 2010: argento nel 4 di coppia.
Varese 2012: oro nel 2 di coppia.
Brandeburgo 2016: oro nel 2 di coppia.
Glasgow 2018: oro nel 2 senza.
Lucerna 2019: oro nel 2 senza.
Poznań 2020: argento nel 2 senza.
Varese 2021: oro nel 2 senza.
Monaco 2022: oro nel 2 di coppia.